# 松尾駅 (千葉県)
松尾駅（まつおえき）は、千葉県山武市松尾町五反田にある、東日本旅客鉄道（JR東日本）総武本線の駅である。

## 歴史
この当たりの線路は1897年（明治30年）6月1日に開通しているが、当初この駅は開設されなかった。当駅が開業したのは翌年の1898年（明治31年）2月25日である。

### 年表
- 1898年（明治31年）2月25日：総武鉄道の駅として開設[1]。
- 1907年（明治40年）9月1日：総武鉄道が国有化され、帝国鉄道庁の駅となる[1]。
- 1909年（明治42年）10月12日：線路名称制定により総武本線の駅となる。
- 1971年（昭和46年）4月1日：貨物取扱廃止[1]。
- 1974年（昭和49年）10月26日：佐倉駅 - 銚子駅間が電化[1]。
- 1987年（昭和62年）4月1日：国鉄分割民営化に伴い、東日本旅客鉄道（JR東日本）の駅となる[2]。
- 2003年（平成15年）：業務委託駅化[1]。
- 2009年（平成21年）3月14日：ICカード「Suica」の利用が可能となる[3]。東京近郊区間に組込まれる[3]。

## 駅構造
相対式ホーム2面2線を有する地上駅。ホームは嵩上げされていない。二つのホームは駅舎の横芝寄りにある跨線橋で結ばれている。1番線ホームには締め切り可能な待合所がある。
線路はほぼ南西から北東に走り、駅舎はその北西側に設けられている。木造駅舎は開業当初からのもので木造平屋建て瓦葺きとなっており、大きな入母屋屋根が特徴的である。駅舎内部には待合所のほか有人改札・窓口、自動券売機1台、簡易Suica改札機などが設置されている。
成田統括センター（成東駅）管理のJR東日本ステーションサービスが受託する業務委託駅である。

### のりば
この駅は駅舎側のホームが2番線であり、1番線は反対側のホームにあたる。
| 番線 | 路線      | 方向 | 行先                 |
| ---- | --------- | ---- | -------------------- |
| 1    | ■総武本線 | 上り | 成東・佐倉・千葉方面 |
| 2    | ■総武本線 | 下り | 銚子方面             |

（出典：JR東日本:駅構内図）
- ホームは8両編成までに対応する[1]。

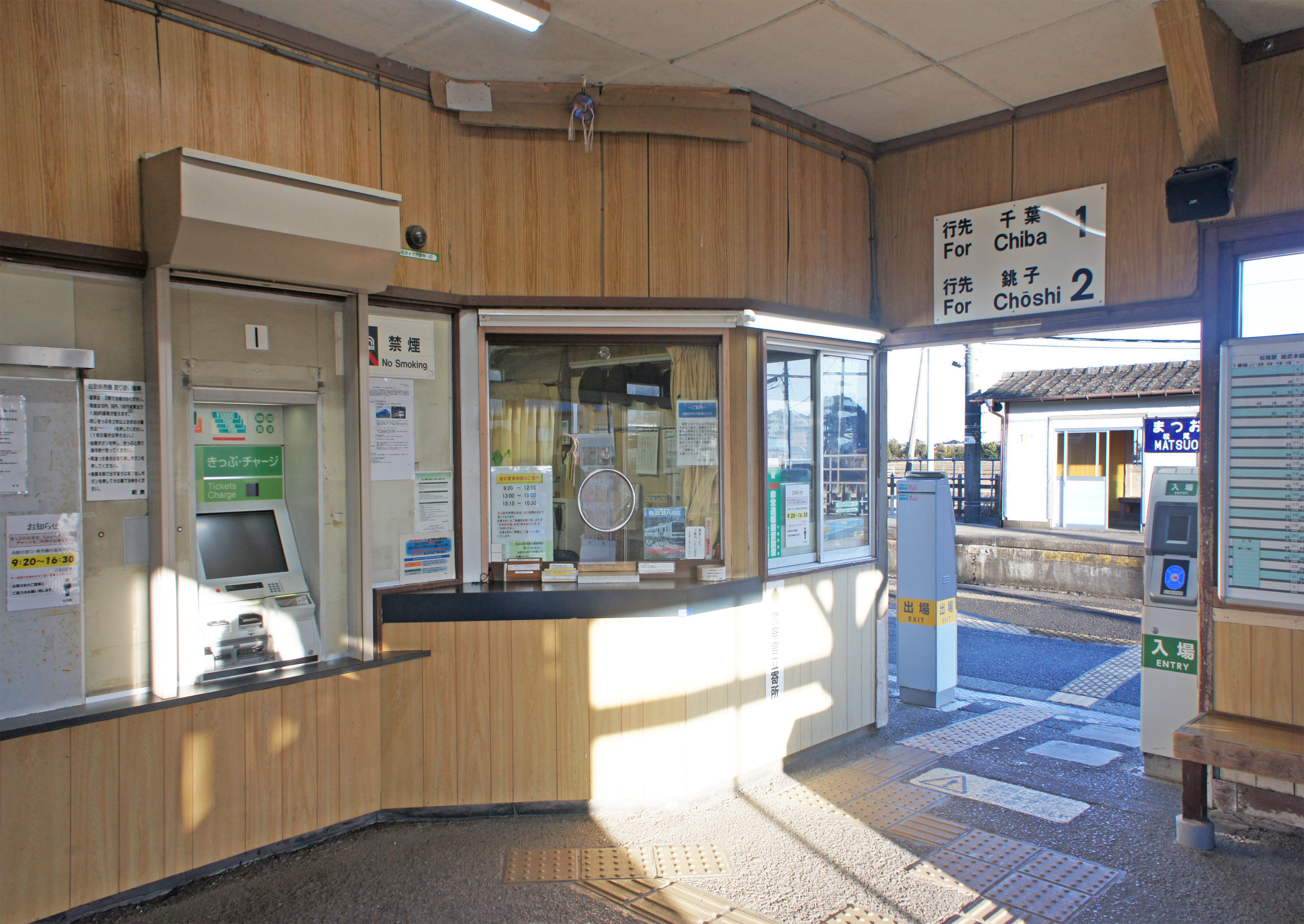
改札口（2022年2月）
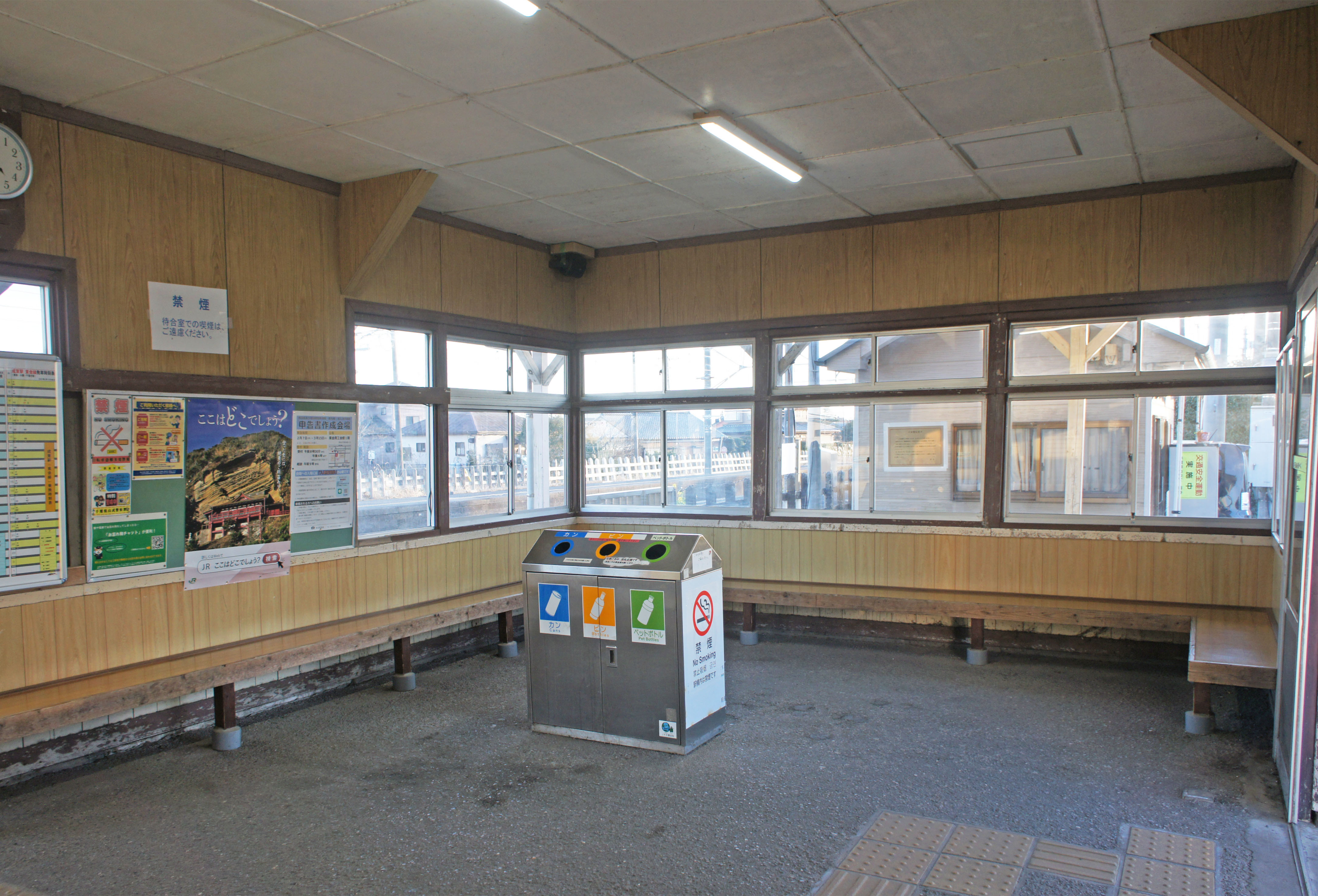
待合室（2022年2月）
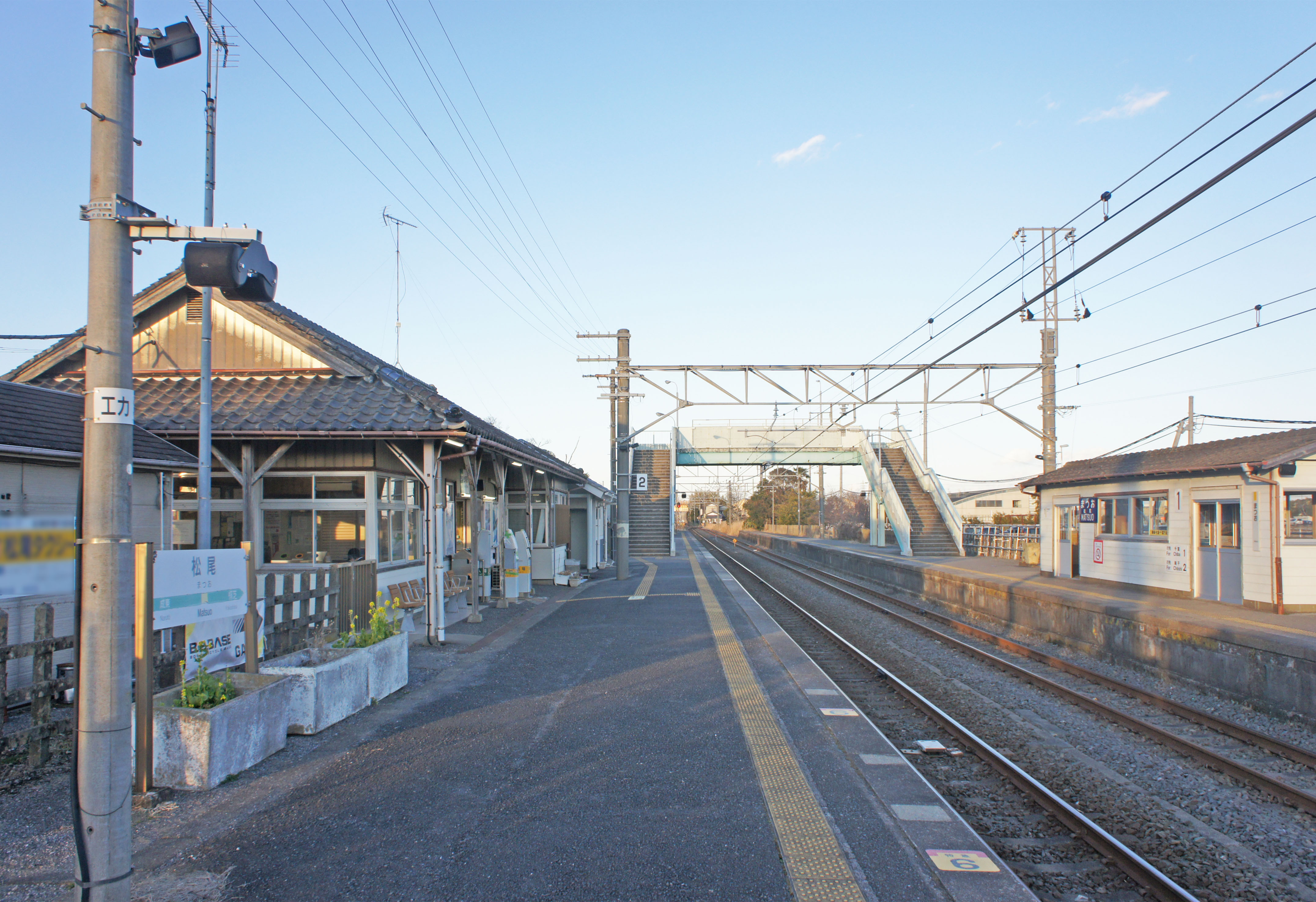
駅ホーム（2022年2月）

## 利用状況
2023年（令和5年）度の1日平均乗車人員は733人である 。
JR東日本及び千葉県統計年鑑によると、近年の1日平均乗車人員の推移は以下の通り。
| 年度               | 1日平均 乗車人員 | 出典     |
| ------------------ | ---------------- | -------- |
| 1990年（平成02年） | 1,463            | [ * 1 ]  |
| 1991年（平成03年） | 1,498            | [ * 2 ]  |
| 1992年（平成04年） | 1,542            | [ * 3 ]  |
| 1993年（平成05年） | 1,535            | [ * 4 ]  |
| 1994年（平成06年） | 1,521            | [ * 5 ]  |
| 1995年（平成07年） | 1,471            | [ * 6 ]  |
| 1996年（平成08年） | 1,394            | [ * 7 ]  |
| 1997年（平成09年） | 1,314            | [ * 8 ]  |
| 1998年（平成10年） | 1,292            | [ * 9 ]  |
| 1999年（平成11年） | 1,277            | [ * 10 ] |
| 2000年（平成12年） | 1,258            | [ * 11 ] |
| 2001年（平成13年） | 1,232            | [ * 12 ] |
| 2002年（平成14年） | 1,182            | [ * 13 ] |
| 2003年（平成15年） | 1,127            | [ * 14 ] |
| 2004年（平成16年） | 1,100            | [ * 15 ] |
| 2005年（平成17年） | 1,086            | [ * 16 ] |
| 2006年（平成18年） | 1,098            | [ * 17 ] |
| 2007年（平成19年） | 1,135            | [ * 18 ] |
| 2008年（平成20年） | 1,128            | [ * 19 ] |
| 2009年（平成21年） | 1,109            | [ * 20 ] |
| 2010年（平成22年） | 1,081            | [ * 21 ] |
| 2011年（平成23年） | 1,050            | [ * 22 ] |
| 2012年（平成24年） | 1,063            | [ * 23 ] |
| 2013年（平成25年） | 1,060            | [ * 24 ] |
| 2014年（平成26年） | 1,015            | [ * 25 ] |
| 2015年（平成27年） | 1,014            | [ * 26 ] |
| 2016年（平成28年） | 1,001            | [ * 27 ] |
| 2017年（平成29年） | 979              | [ * 28 ] |
| 2018年（平成30年） | 939              | [ * 29 ] |
| 2019年（令和元年） | 895              | [ * 30 ] |
| 2020年（令和02年） | 673              |          |
| 2021年（令和03年） | 762              |          |
| 2022年（令和04年） | 756              |          |
| 2023年（令和05年） | 733              |          |

## 駅周辺

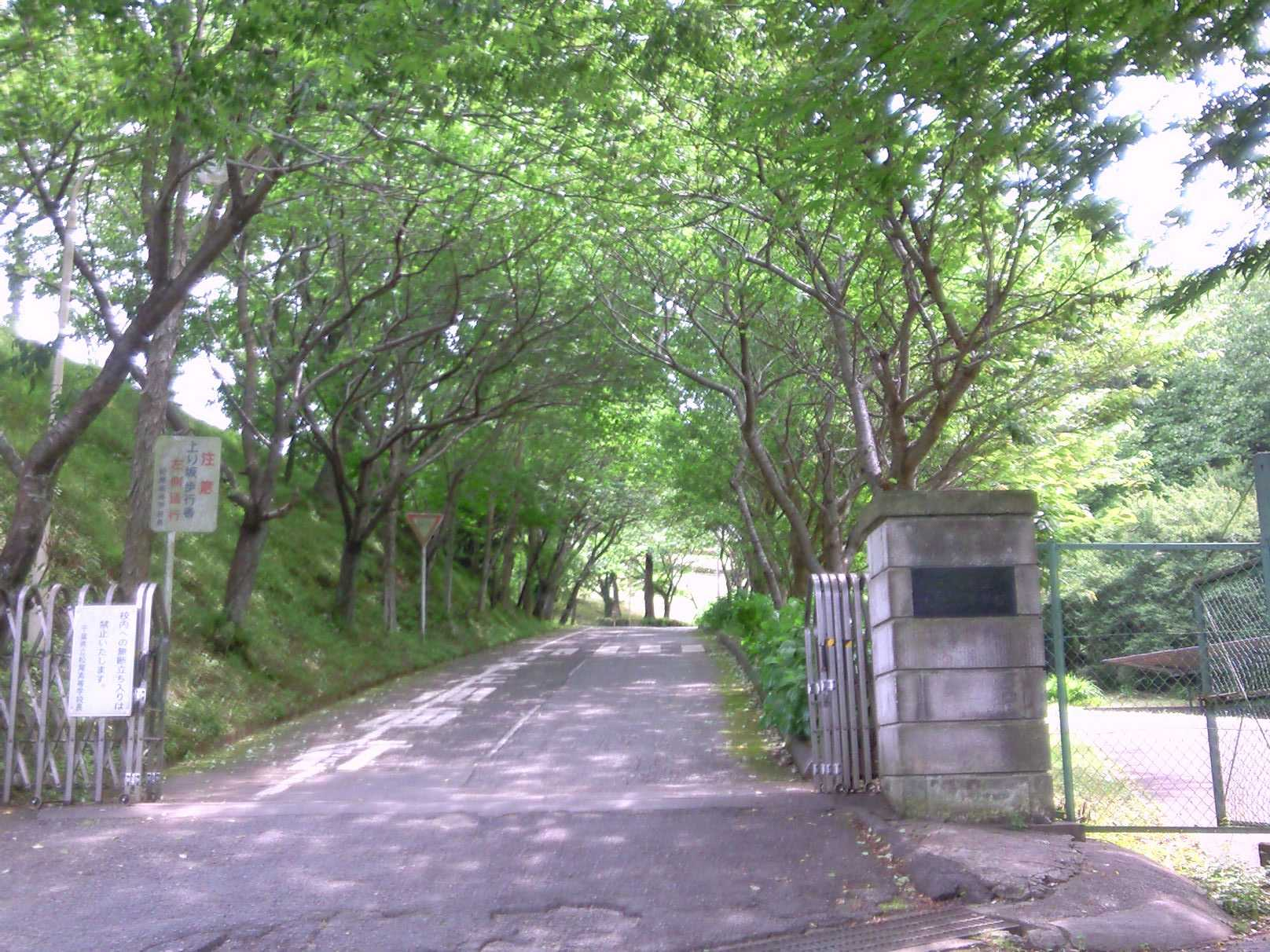
千葉県立松尾高等学校

旧・松尾町の中心部。松尾町は2006年（平成18年）、合併により山武市の一部となった。
駅前にはロータリーが整備されているほか、松尾タクシーの松尾駅構内営業所がある。
北側約300メートルに山武市役所松尾支所（旧・松尾町役場）が所在。駅周辺には山武市立松尾小学校、山武市立松尾中学校、千葉県立松尾高等学校、山武市立松尾図書館、松尾郵便局、セイミヤ松尾店、ツルハドラッグ松尾店など、各種施設が集中している。そのほか、駅周辺の主なスポットとして松尾台工業団地、松尾城址、八田金刀比羅神社などがある。
駅周辺を走る主要道路は国道126号、千葉県道22号千葉八街横芝線（国道126号との松尾駅入口交差点を越え北西方面に延びている道）、千葉県道58号松尾蓮沼線、千葉県道62号成田松尾線、千葉県道111号松尾停車場線（駅前から松尾支所方面に延びている道）がある。

## バス路線

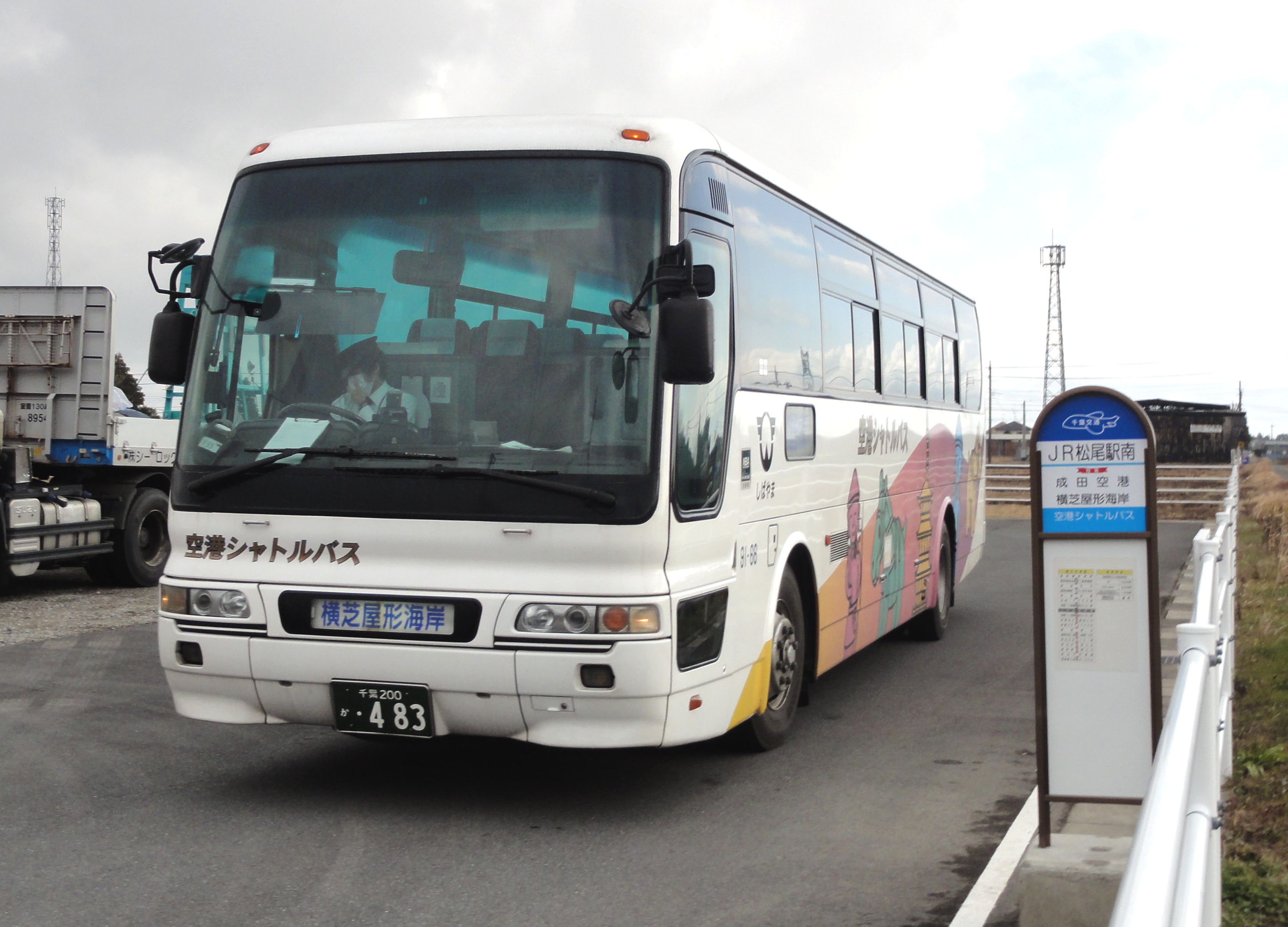
千葉交通空港シャトルバス（2012年12月）

### 松尾駅
駅前ロータリー側バス停。
- 芝山ふれあいバス
  - 芝山千代田駅行
- 山武市基幹バス
  - さんぶの森元気館行、蓮沼海浜公園行

### JR松尾駅南
駅南側に位置するシャトルバスロータリー。直線距離では50mほどだが、駅舎から南側への出口がないため遠回りとなり、徒歩8分程度かかる。同じく徒歩数分かかるが、松尾IT保健福祉センター前停留所も利用可能。
- 空港シャトルバス（芝山鉄道延伸連絡協議会[5]）
  - 空港第2旅客ターミナル行、横芝屋形海岸行

## 隣の駅
東日本旅客鉄道（JR東日本）
■総武本線
成東駅 - 松尾駅 - 横芝駅 ※臨時快速「BOSO BICYCLE BASE」停車駅、詳細は当該記事参照。

#### 利用状況
1. ↑  千葉県統計年鑑 - 千葉県

JR東日本の2000年度以降の乗車人員
1. 1 2 3  各駅の乗車人員（2023年度） - JR東日本
2. ↑  各駅の乗車人員（2000年度） - JR東日本
3. ↑  各駅の乗車人員（2001年度） - JR東日本
4. ↑  各駅の乗車人員（2002年度） - JR東日本
5. ↑  各駅の乗車人員（2003年度） - JR東日本
6. ↑  各駅の乗車人員（2004年度） - JR東日本
7. ↑  各駅の乗車人員（2005年度） - JR東日本
8. ↑  各駅の乗車人員（2006年度） - JR東日本
9. ↑  各駅の乗車人員（2007年度） - JR東日本
10. ↑  各駅の乗車人員（2008年度） - JR東日本
11. ↑  各駅の乗車人員（2009年度） - JR東日本
12. ↑  各駅の乗車人員（2010年度） - JR東日本
13. ↑  各駅の乗車人員（2011年度） - JR東日本
14. ↑  各駅の乗車人員（2012年度） - JR東日本
15. ↑  各駅の乗車人員（2013年度） - JR東日本
16. ↑  各駅の乗車人員（2014年度） - JR東日本
17. ↑  各駅の乗車人員（2015年度） - JR東日本
18. ↑  各駅の乗車人員（2016年度） - JR東日本
19. ↑  各駅の乗車人員（2017年度） - JR東日本
20. ↑  各駅の乗車人員（2018年度） - JR東日本
21. ↑  各駅の乗車人員（2019年度） - JR東日本
22. ↑  各駅の乗車人員（2020年度） - JR東日本
23. ↑  各駅の乗車人員（2021年度） - JR東日本
24. ↑  各駅の乗車人員（2022年度） - JR東日本

千葉県統計年鑑
1. ↑  千葉県統計年鑑（平成3年）
2. ↑  千葉県統計年鑑（平成4年）
3. ↑  千葉県統計年鑑（平成5年）
4. ↑  千葉県統計年鑑（平成6年）
5. ↑  千葉県統計年鑑（平成7年）
6. ↑  千葉県統計年鑑（平成8年）
7. ↑  千葉県統計年鑑（平成9年）
8. ↑  千葉県統計年鑑（平成10年）
9. ↑  千葉県統計年鑑（平成11年）
10. ↑  千葉県統計年鑑（平成12年）
11. ↑  千葉県統計年鑑（平成13年）
12. ↑  千葉県統計年鑑（平成14年）
13. ↑  千葉県統計年鑑（平成15年）
14. ↑  千葉県統計年鑑（平成16年）
15. ↑  千葉県統計年鑑（平成17年）
16. ↑  千葉県統計年鑑（平成18年）
17. ↑  千葉県統計年鑑（平成19年）
18. ↑  千葉県統計年鑑（平成20年）
19. ↑  千葉県統計年鑑（平成21年）
20. ↑  千葉県統計年鑑（平成22年）
21. ↑  千葉県統計年鑑（平成23年）
22. ↑  千葉県統計年鑑（平成24年）
23. ↑  千葉県統計年鑑（平成25年）
24. ↑  千葉県統計年鑑（平成26年）
25. ↑  千葉県統計年鑑（平成27年）
26. ↑  千葉県統計年鑑（平成28年）
27. ↑  千葉県統計年鑑（平成29年）
28. ↑  千葉県統計年鑑（平成30年）
29. ↑  千葉県統計年鑑（令和元年）
30. ↑  千葉県統計年鑑（令和2年）